# Jaguaribe (Osasco)
Jaguaribe é um bairro localizado em Osasco, São Paulo, Brasil. Sendo delimitado ao Norte pelos bairros Cipava e Bela Vista; A  Leste com o bairro do Jardim D'Abril; ao Sul com o bairro City Bussocaba; a Oeste, com o bairro  Santo Antônio. Os loteamentos do bairro são: Chácara Jaguaribe; Conjunto Residencial; Jardim Adriana; Jardim Bela Vista;Jardim Blanche; Jardim Bussocaba; Jardim Cipava (parte); Jardim Doria; Jardim Ipê; Jardim Marcos; Jardim Sindona 1; Jardim Sindona 2; Jardim Sindona 3; 
Jardim Sindona 4; Jardim Rene;Jardim Sônia; Vila Barbosa;Vila Faria e Vila Jaguaribe.

## Topônimo
"Jaguaribe" é um termo de origem tupi que significa "na água de onça", através da junção dos termos îagûara ("onça"),  'y  ("água, rio") e pe ("em").

## Formação
Jaguaribe era área rural de Osasco. Só se tornou bairro da cidade no meio da década de 1980, quando o prefeito Francisco Rossi levou infraestrutura urbana ao local.

## Principais vias
- Avenida Flora
- Avenida Jaguaribe
- Avenida Capistrano de Abreu[2]

## Educação
- Centro Municipal de Educação Integrada Maria Tarcilla Fornasaro Melli ( CEMEI II)
- EMEI Alípio Pereira dos Santos
- EMEF Professor Luciano Felício Biondo
- EE Professor Benedicto Caldeira[1]

## Lazer
- Parque de Lazer Antonio Temporim[2]

## Assistência social
- Centro de Referência de Assistência Social
- Centro de Referência da Criança e do Adolescente I - CR-I[1]

## Saúde
- UBS III Carolina Maria de Jesus[1]

## Orgãos do bairro
- Coordenadoria Municipal da Defesa Civil[1]

## Segurança

### Dados da segurança pública do bairro
| Ocorrências de 2004                    | Números | Porcentagem % |
| -------------------------------------- | ------- | ------------- |
| Homicídio doloso                       | 1       | 0,71          |
| Homicídio culposo – delito de trânsito | 1       | 0,71          |
| Tentativa de homicídio doloso          | 2       | 1,42          |
| Tráfico de entorpecentes               | 1       | 0,71          |
| Furto                                  | 49      | 34,75         |
| Roubo                                  | 35      | 24,82         |
| Roubo de veículos                      | 38      | 26,95         |
| Furto de veículos                      | 14      | 9,93          |
| Total Ocorrências                      | 141     | 100,0         |

Fonte - Secretaria de Gestão Estratégica – Pesquisa - 2005